# Schwere Panzerjäger-Abteilung 586
De schwere Panzerjäger-Abteilung 586 was tijdens de Tweede Wereldoorlog een Duitse Panzerjäger-eenheid van de Wehrmacht ter grootte van een afdeling, uitgerust met gemechaniseerd geschut. Deze eenheid was een zogenaamde Heerestruppe, d.w.z. niet direct toegewezen aan een divisie, maar ressorterend onder een hoger commando, zoals een legerkorps of leger. Deze Panzerjäger-eenheid kwam nooit in actie.

## Geschiedenis
Opgericht in april 1945 in Fallingbostel door heruitrusten van de Heeres-Panzerjäger-Abteilung 686 op de Jagdpanther. Deze heruitrusting werd echter nooit afgesloten.

## Commandanten
Geen verdere informatie bekend.
schwere Panzerjäger-Abteilung 88 · schwere Panzerjäger-Abteilung 93 · schwere Panzerjäger-Abteilung 512 · schwere Panzerjäger-Abteilung 519 · schwere Panzerjäger-Abteilung 525 · schwere Panzerjäger-Abteilung 559 · schwere Panzerjäger-Abteilung 560 · schwere Panzerjäger-Abteilung 583 · schwere Panzerjäger-Abteilung 586 · schwere Panzerjäger-Abteilung 653 · schwere Panzerjäger-Abteilung 654 · schwere Panzerjäger-Abteilung 655 · schwere Panzerjäger-Abteilung 673